# Brenes
Brenes es un municipio y localidad de la provincia de Sevilla. En 2016 contaba con 12 683 habitantes (INE, 2016). La extensión superficial de su municipio es de 22 km² y tiene una densidad de 598,46 hab/km². Se encuentra situada a una altitud de 18 metros y a 22 kilómetros de la capital de provincia, Sevilla.
Por ella pasa la carretera A-462 que une esta localidad con Carmona, y la A-8004, que la une con San José de la Rinconada y Sevilla.

## Toponimia
Hay diversas teorías sobre el nombre actual de esta localidad; como tal, aparece por primera vez con la Reconquista, citado en diversos documentos, sobre todo en el Repartimiento de Sevilla, donde se le cita con las variantes de Brenes, Brens, Bienes y Bris. 
Hay que decir que el topónimo de Brenes está relacionado con la denominación del lugar en época romana. En esta época no existe aún el núcleo urbano que hoy centraliza y cataliza las actividades del territorio, en su lugar nos encontramos con una explotación agraria próspera y que a veces era cabeza de grandes propiedades. En Brenes también se realizaban ánforas, con el fin de transportar el aceite que se obtenía en estas tierras. En las ánforas encontramos nombres y topónimos de forma muy frecuente, de los que hay que destacar la Fliginia (centro de producción de ánforas) Virginensia, que contiene, según una de las teorías, la raíz del actual topónimo de Brenes: Virginenses - Virinenses - Urenenses - Brenes.
El Brenes romano pasó a manos de los musulmanes tras la conquista en el año 711. Brenes es citado en esta época como Alquería de Qulumbira o Qulumbayra, cuyo topónimo parece derivar de un romance latino "Columba" o "Columbario", es decir, alquería de la paloma o del palomar. Tal es el nombre que los conquistadores árabes dieron por primera vez a la futura villa de Brenes. La alquería de Qulumbayra dependía del "iqlim" de Alcalá del Río dentro de la Cora de Sevilla. A mediados del siglo VIII, esta alquería pasa a identificarse como Billa Nuba al-Bahriyyín o también alquería de los Bahríes, se llamó así porque en estas tierras se asentó una familia de los Banu Bahr perteneciente a uno de los grandes clanes sevillanos. Este topónimo árabe posteriormente al latinizarse daría lugar con la conquista cristiana al nombre de Brenes, según otra de las teorías.
Una tercera teoría se basa en la existencia de una santa en época premusulmana, que gozaba de fama en la región, y a la que se venía a peregrinar por hallarse en la zona el monasterio donde vivió: era Santa Verenia o Berenne, de la que etimológicamente se derivaría a Brenes.
Desde la caída del Califato de Córdoba hasta mediados del XIII el silencio sobre Billa Nuba al-Bahriyyín es absoluto. Cuando vuelva a ser citada ya en fuentes cristianas, como el libro del Repartimiento de Sevilla, ya sería identificada con el nombre latino de Brenes.
Lo más probable es que el nombre provenga de una raíz romana, adaptada fonéticamente luego por árabes y posteriormente por los cristianos.

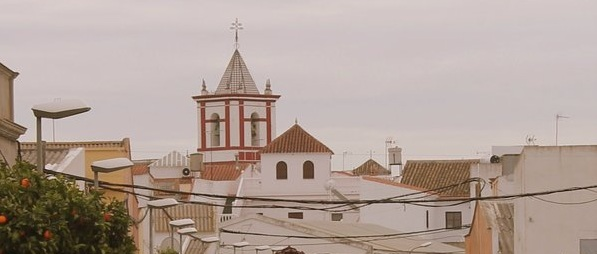
Pueblo de Brenes.

## Símbolos

### Escudo
Escudo español. En campo de plata, un olivo terrasado de sinople, acompañado a su diestra de una pita, ambos en sus colores naturales. En punta, ondas de azur y plata; filiera de gules. Al timbre corona marquesal.

### Bandera
Bandera rectangular en la proporción de 3:2, con dos franjas paralelas entre sí y perpendiculares al asta, la primera, de 2/5 de su altura, blanca; la segunda, de 3/5 de su altura, verde omeya, en su tercio central, dos ondas blancas y dos azules alternadas y de igual tamaño. A 3/5 de la altura y terciado al asta, el escudo de armas.

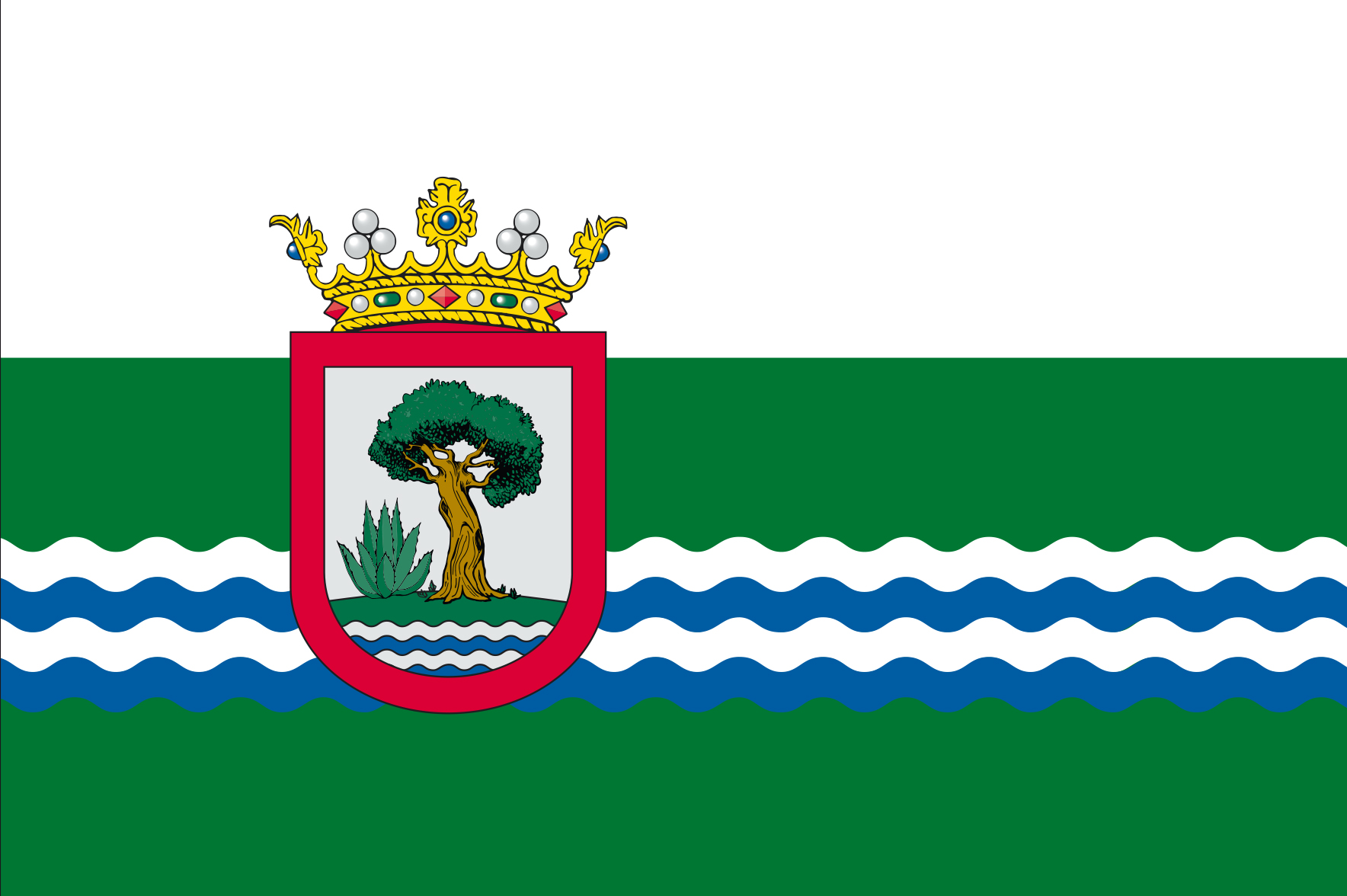

## Historia

### Edad Antigua
En época romana no existe aún el núcleo urbano que hoy centraliza y cataliza las actividades del territorio, en su lugar nos encontramos con una explotación agraria próspera y que a veces era cabeza de grandes propiedades.
El olivar y el cereal dominaban los cultivos de la zona, y el río era el gran protagonista de la ordenación territorial y motor de una determinada actividad agraria y comercial.
El comercio de aceite y la producción de ánforas para su transporte tienen mucho que ver con el Brenes romano: en los centros de producción oleícola solía haber un pequeño puerto o embarcadero donde se realizaba el trasiego del aceite a las barcas que los llevaban a Ilipa (actual Alcalá del Río) o Hispalis y de allí a cualquier lugar del mundo romano.
El Puerto del Barco y el lugar llamado Cruz Verde eran dos puntos de producción alfarera de ánforas para aceite.

### Brenes Musulmán
El Brenes visigodo pasó a manos de los musulmanes tras la conquista en el año 711. Brenes es citado en esta época como Alquería de Qulumbira o Qulumbayra, cuyo topónimo parece derivar de un romance latino "Columba" o "Columbario", es decir, Alquería de la Paloma o del palomar. Tal es el nombre que los conquistadores árabes dieron por primera vez a la futura villa de Brenes. La alquería de Qulumbayra dependía del "iqlim" de Alcalá del Río dentro de la Cora de Sevilla.
A mediados del siglo VIII, esta alquería pasa a identificarse como Billa Nuba al-Bahriyyín o también alquería de los Bahríes, topónimo que posteriormente al latinizarse daría lugar con la conquista cristiana al nombre de Brenes, siempre según una de las teorías existentes.
La alquería de los Bahríes se llamó así porque en estas tierras se asentó una familia de los Banu Bahr perteneciente a uno de los grandes clanes sevillanos.
Los musulmanes explotaron de forma intensiva la agricultura y los grandes bosques de coníferas de la ribera del Guadalquivir, dando lugar a un intenso tráfico de carbón por el mismo muy documentado. La pesca fluvial sería otra fuente de riqueza, así como la ganadería. El río era una vez más el elemento definidor de este territorio, fuente a la vez de vida y de catástrofes con sus frecuentes riadas.
Desde la caída del Califato de Córdoba hasta mediados del XIII el silencio sobre Billa Nuba al-Bahriyyín es absoluto. Cuando vuelva a ser citada ya en fuentes cristianas, como el libro del Repartimiento de Sevilla, ya es identificada con su nombre actual.
En 1246-1247 Fernando III se haría con la alquería musulmana de Brenes, la cual se entregó al rey de Castilla por medio de un pacto de vasallaje, mediante el cual la población sometida reconocía la autoridad del rey y conservaba a cambio sus pertenencias. Pronto el rey entregó Brenes al Infante Don Fadrique, hermano de Alfonso X. Brenes aparece citado como una heredad de pan, es decir tierras básicamente orientadas a la explotación de cereal, trigo y cebada. Ya en esta época es evidente que habían desaparecido del paisaje brenense los bosques de coníferas, las viñas y los olivares, todos arrasados por la guerra.
En 1260 Alfonso X concedió a la Catedral de Sevilla la aldea de Brenes junto con otros lugares para favorecer el poblamiento de los mismos. Tras diversas vicisitudes en 1277 Alfonso X volvía a otorgar al cabildo-catedral hispalense la villa de Brenes junto a otras propiedades.
En 1285 el arzobispo Don Remondo llegó a un acuerdo con el cabido-catedral para el reparto de las propiedades: el arzobispo recibió Brenes y Cantillana con otros lugares; la vecina Villaverde y otros quedarían en manos del cabildo-catedral. De esta forma la villa de Brenes se vinculó definitivamente al régimen señorial del arzobispo de Sevilla que permanecerá hasta 1574.

### Edad Media
Durante la Baja Edad Media Brenes fue identificado como un alquería o aldea: un núcleo pequeño con reducida autonomía incluso en lo económico al depender del Arzobispo de Sevilla, quien como señor jurisdiccional nombraba oficiales, administraba justicia y recibía rentas de la aldea.
La mayor parte del término de Brenes estaba destinado a tierras de pan, de cereal, el resto se dedicaba a la vid y olivar y huertas de frutales e higuerales.
En el siglo XIV se denominó lugar a lo que antes era una aldea.
Se desconoce si los pobladores cristianos siguieron frecuentando el taller alfarero para tejas y vasijas que romanos y musulmanes utilizaron y si continuaron también con la cría de palomas para fertilizantes y alimentos que tanta fama y nombre habían dado a la antigua alquería de Qulumbira.
En el siglo XIV se llevó a cabo la repoblación de los municipios ribereños pertenecientes al arzobispo (Cantillana y Brenes) de una forma no muy generosa, pero con unos resultados excelentes marcando el inicio de la villa que hoy conocemos: Brenes se constituyó como una comunidad aldeana, es decir pequeños municipios de señorío con su concejo supervisado por el arzobispo.
Las tierras de regadío se destinaban a la vid y al olivar y la ganadería se había convertido ya en el pilar básico de economía brenera. Esta riqueza repercutió en el crecimiento demográfico de Brenes, que llegó a alcanzar en 1534 unos 130 vecinos pecheros (sujetos a impuestos), 26 viudas y 28 menores; un total de 400-500 habitantes.

### Edad Moderna
Se dispone de escasos datos y fuentes para el caso particular de Brenes. Destacar que en 1574 Brenes pasó del señorío eclesiástico al laico, dado que junto a Cantillana y Villaverde del Río, fue adquirido a la Corona por Juan Antonio Vicentelo de Leca y Herrera (llamado "El Corzo"), que ingresó en la nobleza castellana como primer Conde de Cantillana y Marqués de Brenes. Este nombraba los cargos y oficios públicos y percibía ciertas rentas, como la martiniego.
Los oficios y rentas locales no estaban vinculados al Conde, pero estaban enajenados por la Corona a miembros de la alta nobleza. Así el oficio de Fiel Medidor y Mojonero Mayor pertenecían al Conde de la Roca. Las alcabalas de Brenes correspondían al conde-duque de Olivares por compra al rey y el permiso de fábrica y venta de jabón pertenecían en todo al duque de Medinacelli.
La Iglesia recibía tres tipos de renta sobre la producción agraria: el diezmo, que correspondía al arzobispo (16.100 reales de vellón en 1752); la primicia, que correspondía al párroco de Brenes (rendía 1000 reales/año por término medio) y el voto de Santiago (derecho a la catedral de Santiago cobrado en las parroquias del reino) que ascendía a 300 reales/año.
Como es habitual en el Antiguo Régimen, en Brenes la parquedad de las fuentes de ingresos del cabildo municipal determinaba la posibilidad de prestación de una cantidad muy limitada de servicios comunitarios.
En 1752 el 80% de los trabajadores de Brenes eran jornaleros del campo. El trabajo del resto de la población estaba en gran medida en función de la actividad agraria predominante y la población que la desempeñaba, prestando servicios subsidiarios como el abastecimiento de transporte, la construcción, la administración, servicios espirituales...
Existía un elevado índice de pobreza, había un Hospital para recoger a los pobres transeúntes.

### La Edad Contemporánea

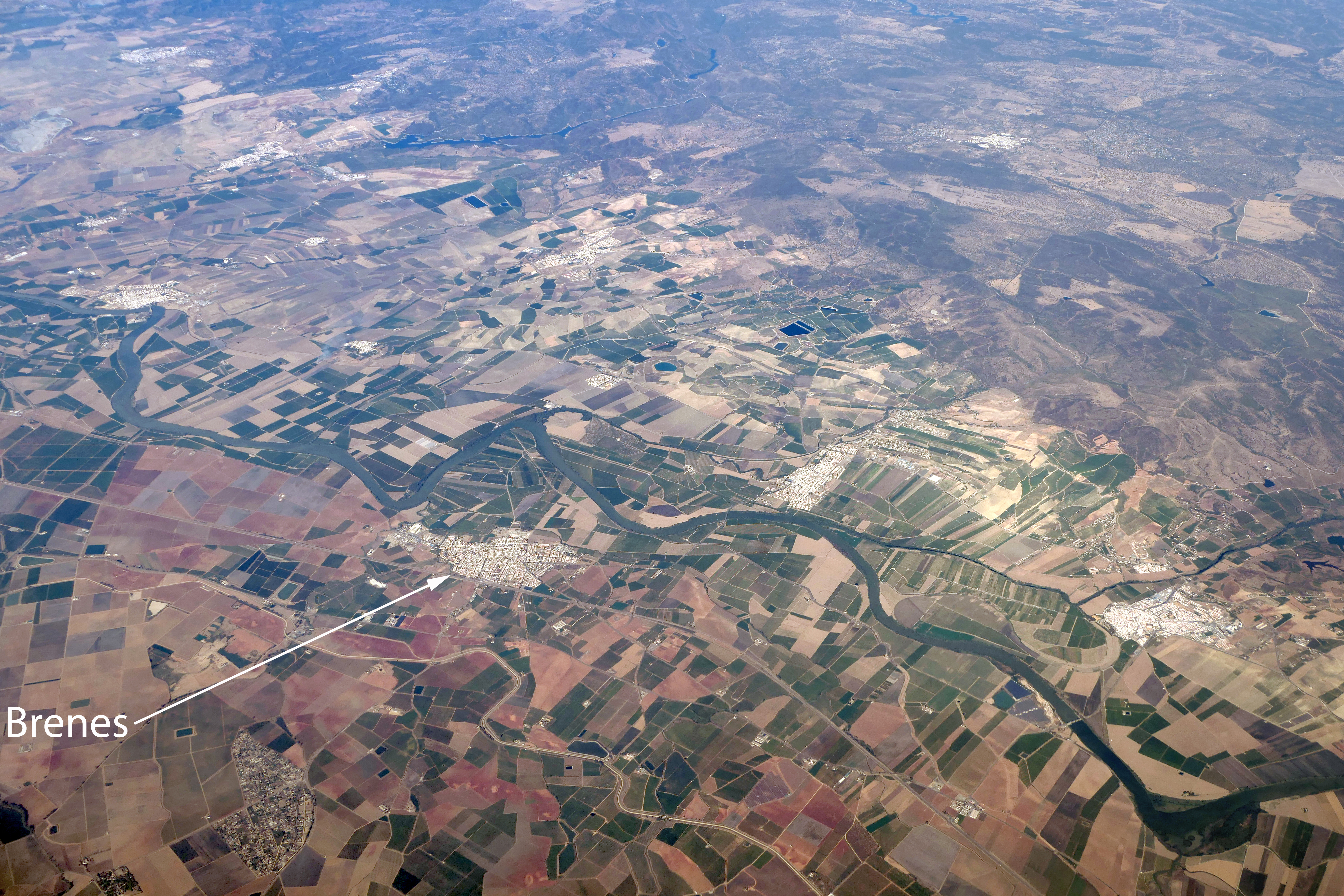
Vista aérea.

En la Edad Contemporánea hay que decir que el campo siguió siendo una constante en la vida económica y social de Brenes; fue el determinante más activo en el modelo de vertebración social de la población y como telón de fondo en el que cualquier variable histórica local tiene un punto de referencia obligado.
Según Pascual Madoz (1846) en Brenes se producían trigo, cebada y aceite en abundancia, hortalizas y ganado. El aceite se transformaba en seis molinos que eran todas las instalaciones industriales de la localidad. Se aprovechaba la materia prima local, la palma, en una industria artesana de escobas que se exportaban a Extremadura.
La estructura de la propiedad de la tierra apenas se vio modificada por la desamortización eclesiástica de Mendizábal en 1836. Lo cierto es que la Iglesia disponía en Brenes solo del 3% de las tierras cultivadas del término municipal, que fueron compradas por Juan de Rueda junto con otras de la provincia.
El fenómeno latifundista en la localidad, con ser importante, no era tan agudo a principios del XIX como en el resto de la provincia de Sevilla. En cualquier caso no deja de ser significativo que menos del 3% de los propietarios controlaran más de la mitad de la riqueza rústica.
En el terreno educativo, hacia 1860 Brenes contaba con dos escuelas, una para cada sexo. El 70% de la población era analfabeta y más de la mitad de los niños en edad escolar no iban a la escuela, ocupándose sin duda desde corta edad en las faenas agrícolas y ganaderas.
A pesar de que Brenes fue siempre un sitio de paso muy frecuentado por viajeros y transportistas, con tres posadas muy concurridas(Madoz), la llegada del ferrocarril y su impacto, debió ser algo hasta entonces desconocido: la estación de Brenes se construyó como parte de la línea Córdoba-Sevilla. El 7 de julio de 1857 se constituyó la Compañía de ferrocarril Córdoba-Sevilla y dos años más tarde la línea se abrió al tráfico. El 2 de junio de 1859; los breneros agolpados en la estación para ver pasar el ferrocarril pensaron que atrás quedaba el pasado. En 1875 la línea fue vendida a la Compañía Madrid-Zaragoza-Alicante (M.Z.A.). Se convierte así en uno de los primeros municipios de España con estación ferroviaria.
En la primera mitad del siglo XX, Brenes conoce la expansión paulatina del regadío y de nuevos cultivos, todo ello compaginado con tímidos intentos de industrialización. Es de destacar la honda participación obrera de Brenes en los movimientos reividicativos de aquella época, documentada ampliamente en la prensa provincial y comarcal.
Tras la guerra civil Brenes experimentó un crecimiento en el terreno económico, que dio lugar a un gran aumento de la población: entre 1930 y 1975 su población casi se duplicó, pasando de 4.090 a 7.892 habitantes, con una tasa de crecimiento anual media del 2,07, una de las mayores de la provincia, a pesar de la emigración que asoló a la provincia y a toda Andalucía en ese tiempo.
La expansión y puesta en funcionamiento del regadío de esta zona del Guadalquivir ha permitido el cultivo de los frutales y ha implicado consecuencias demográficas y sociales muy importantes para la población.

## Leyenda de los orígenes de Brenes
En el pueblo existe una leyenda sobre la creación del pueblo . La leyenda cuenta:
Los orígenes de este pueblo se remontan a la época visigoda, en la que la historia cuenta que había un monasterio benedictino llamado "Aguas Duras", donde habitaba una monja que fue elevada a los altares con el nombre de Santa Verenne, o Berenia,. Su sepultura se hizo centro de peregrinación popular, incluso durante los tiempos árabes. El nombre actual de esta localidad aparece por primera vez con la Reconquista, los mozárabes llamaron al pueblo "Berené". Posiblemente el nombre proviene de "Verene": una religiosa que habitaba en un monasterio y que era tenida en opinión de santidad. Tras su muerte el lugar de su sepulcro se convirtió en centro de peregrinación de tal magnitud que, incluso bajo el dominio árabe, los cristianos de la península continuaron acudiendo a visitarla. De este fenómeno religioso derivó el nombre del pueblo.

## Geografía humana

### Demografía
Cuenta con una población de 12 883 habitantes (INE 2024).
| Gráfica de evolución demográfica de Brenes entre 1842 y 2021                                                          |
| |
| Población de derecho según los censos de población del INE. Población de hecho según los censos de población del INE. |

### Economía

#### Sector agrario y ganadero
Pequeño pueblo de 2.157 hectáreas de extensión, de las que 1.175 son cultivables, y todas de "regadío". En el ámbito pecuario predomina el ganado porcino, con 1.055 cabezas en el último censo , 721 de bovino, 427 de caprino, y 115 de equino entre mular, caballar y asnar.

#### Sector industrial
En industria cuenta con una refinería de aceite y un almacén exportador de melones y sandías. El principal en cuanto a inversión, es una empresa de aceites de oliva. El nombre es "Sovena", que con una profunda renovación tecnológica, realiza la producción de refinar, envasar, transportar y vender el aceite de oliva. Esta empresa es internacional, y es la productora de la marca blanca Hacendado, de la cadena de supermercados Mercadona.
La envasadora de naranjas y melocotones "Citran S.A.T", tiene una producción anual de 2 millones de kilos de naranjas y 700.000 kilos de melocotón.
La empresa "Brenes Fruit S.A.T", esta empresa se encarga del envasado, preparación y exportación de verduras, hortalizas, cítricos, y frutales.
También "Viveros Sevilla, S.A", que colabora con el Ministerio de Agricultura para la producción de plantas de cítricos libres de virus.. Se dedica también a la producción y comercialización de melocotones y a la venta de plantas ornamentales para jardinería.
Esto junto con un gran número de cooperativas, completan el panorama laboral de Brenes.

#### Sector artesanal
En el campo artesanal cuenta con dos vertientes:
- El Mueble:

El mueble artístico ha sido rescatado, y muchos organismos e instituciones lo eligen en su mobiliario.
- El Bordado:

La otra artesanía, cuenta con más clientela y con una increíble plantilla: 40 jóvenes, en el "taller de Fernández y Enríquez", realizan el bordado barroco, estando a la cabeza de la producción de ornamentos para la Semana Santa sevillana y palacios de toda España.

#### Evolución de la deuda viva municipal
El concepto de deuda viva contempla sólo las deudas con cajas y bancos relativas a créditos financieros, valores de renta fija y préstamos o créditos transferidos a terceros, excluyéndose, por tanto, la deuda comercial.
| Gráfica de evolución de la deuda viva del Ayuntamiento de Brenes entre 2008 y 2022                                  |
| |
| Deuda viva del Ayuntamiento de Brenes, en miles de euros, según datos del Ministerio de Hacienda y Función Pública. |

## Pueblos hermanados
El municipio de Brenes está hermanado con un pueblo de Portugal, Alandroal. En Brenes existe una plaza dedicada al hermanamiento con dicho municipio. La plaza recibe el nombre de "Plaza de Alandroal".

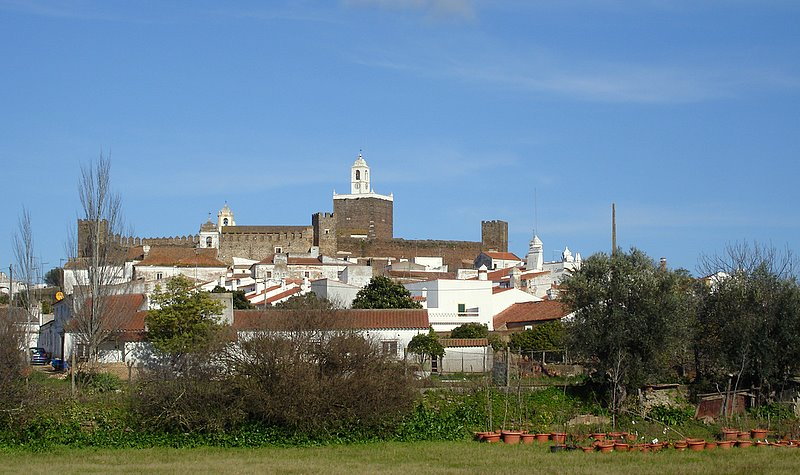
Alandroal (Portugal), pueblo hermanado con Brenes.

## Administración local

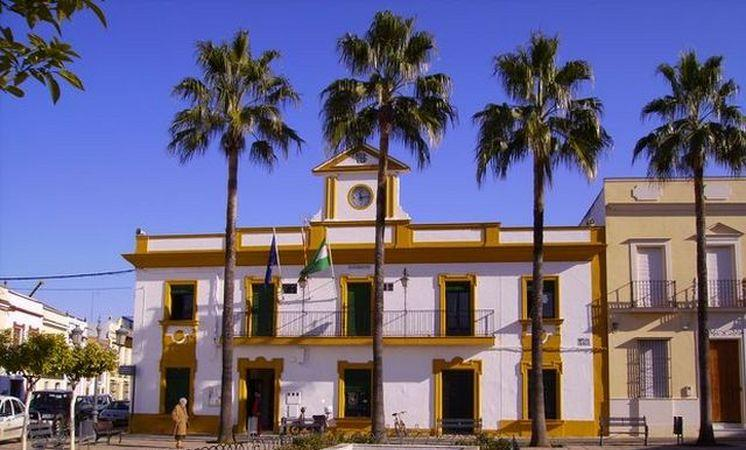
Ayuntamiento de la localidad.

La Administración Local del pueblo se realiza a través de un ayuntamiento de gestión democrática cuyos componentes se eligen cada cuatro años por sufragio universal. El censo electoral está compuesto por todos los residentes empadronados en Brenes mayores de 18 años, nacionales de España y de los otros países miembros de la Unión Europea. Según lo dispuesto en la Ley del Régimen Electoral General, que establece el número de concejales elegibles en función de la población del municipio, la Corporación Municipal de Brenes está formada por 17 concejales.
Brenes ha estado gobernado desde la democracia por partidos comunistas, socialistas o andalucistas. 
| Periodo   | Nombre                        | Partido |
| --------- | ----------------------------- | ------- |
| 1979-1983 | José Rincón Rodríguez         | PCE     |
| 1983-1987 | José Rincón Rodríguez         | PCE     |
| 1987-1991 | José Rincón Rodríguez         | PCE     |
| 1991-1995 | Aurelio Pozo Márquez          | PSOE    |
| 1995-1999 | José Rincón Rodríguez         | IU      |
| 1999-2003 | Elena Cristina Nimo Díaz      | PSOE    |
| 2003-2007 | Marcelino Contreras Rodríguez | UPAN    |
| 2007-2011 | Marcelino Contreras Rodríguez | UPAN    |
| 2011-2015 | Manuel Moreno Noa             | PSOE    |
| 2015-2019 | Marcelino Contreras Rodríguez | UPAN    |
| 2019-2023 | Jorge Barrera García          | PSOE    |
| 2023-act. | Jorge Barrera García          | PSOE    |

## Educación
Brenes con los siguientes centros educativos:

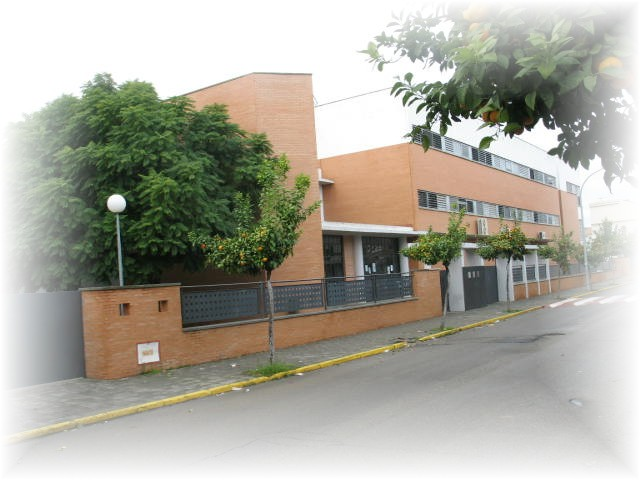
IES Jacarandá

- CEIP Miguel Hernández, La Cigüeña
- CEIP Manuel de Falla, el PUA
- CEIP Vicente Aleixandre
- Guardería infantil municipal
- IES Jacarandá
- EFA El Cható

## Gastronomía
- Mandarinas, naranjas y Frutas de Hueso como el Melocotón o la Nectarina.
- Caracoles
- Menestra de Alcauciles.
- Adobo y Pescado de Río.

También son conocidos en Brenes los productos de varios obradores de pastelería, de exquisita calidad, sabor y variedad. Destacan las palmeras de huevo y chocolate y las tortas de aceite.

## Patrimonio
- Parroquia de la Purísima Concepción: Data de finales del siglo XV. Es de estilo mudéjar, algo que conserva en la portada de los pies y en la torre, aunque esta ha sido remedada. Fue restaurada en 1993. En el altar mayor de la Parroquia hay pinturas realizadas por Juan del Castillo. Fue el único edificio que quedó intacto tras el Terremoto de Lisboa de 1755.[4]

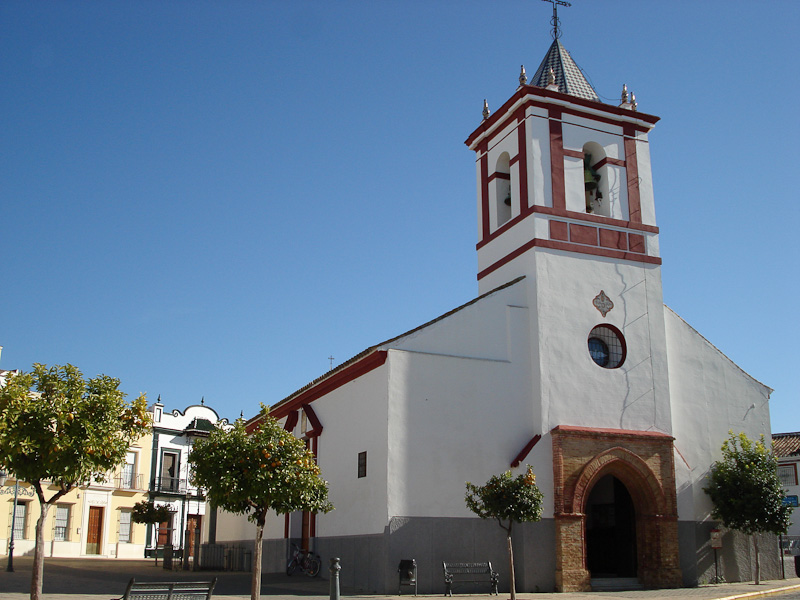
Parroquia de la Purísima Concepción.

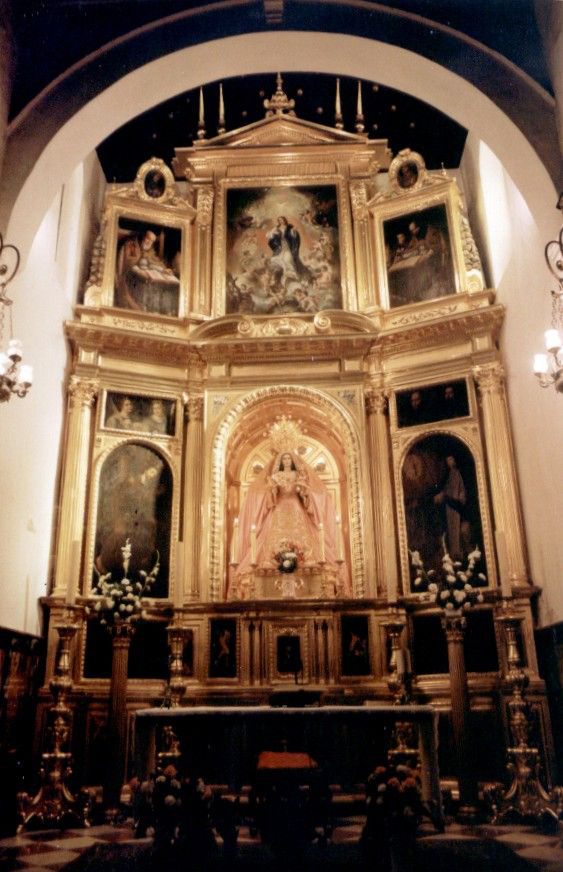
Altar mayor de la Parroquia de la Purísima Concepción, pinturas de Juan del Castillo.

- Ermita de San Sebastián: Construcción del siglo XVII, reformada varias veces a lo largo de los siglos XVIII, XIX y XX.

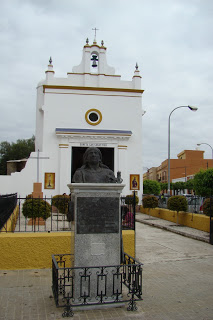
Ermita de San Sebastián y monumento dedicado al costalero, Brenes.

- Torre del Molino de la Hacienda de San Sebastián: Data de finales del siglo XIX.

- Torres-Chimeneas industriales: De finales del siglo XIX.

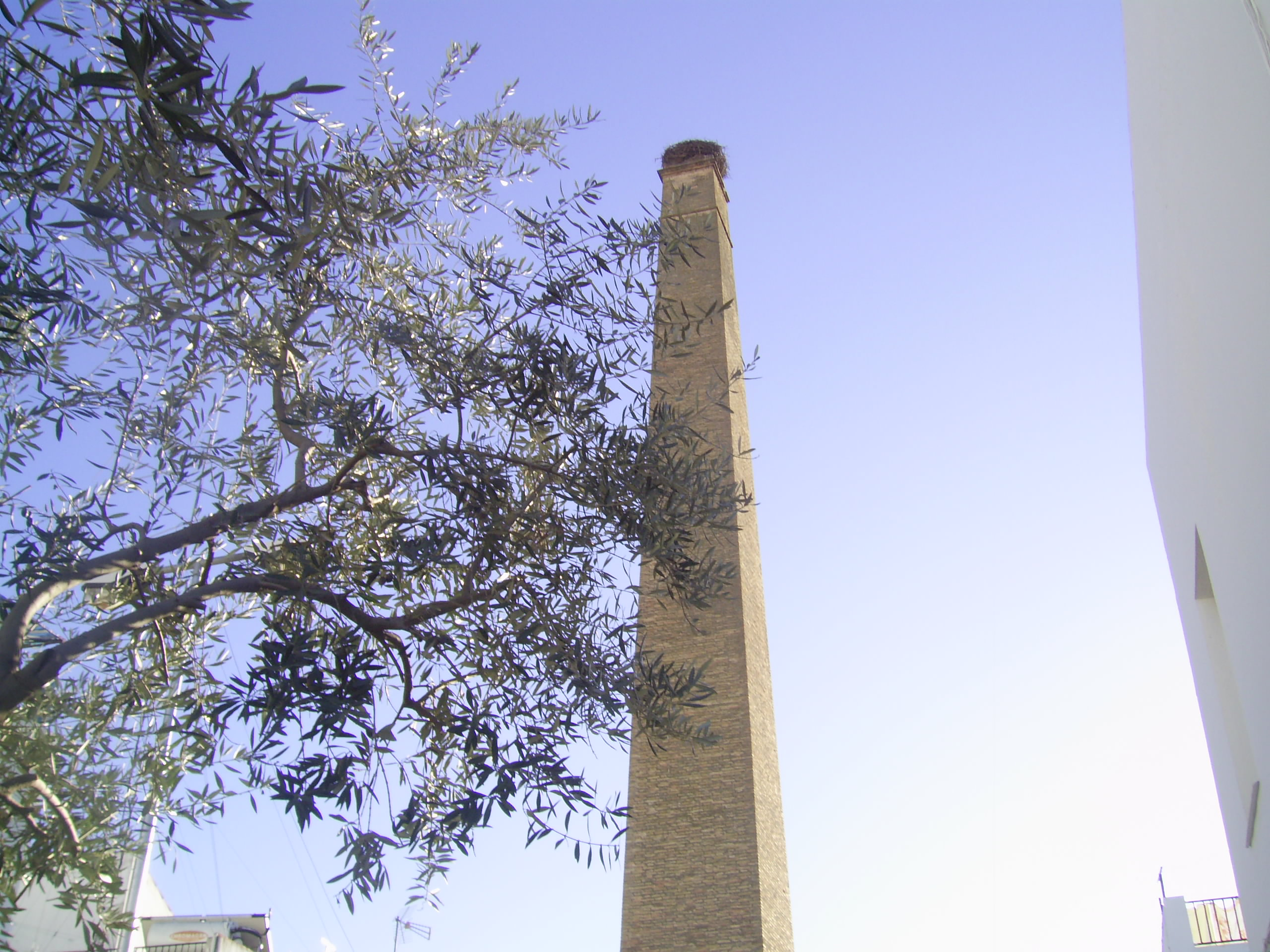
Chimenea industrial-Torre "de la cigüeña."

- Monumento a los Derechos Constitucionales: Estatua metálica que representa un trabajador del campo (siglo XX).

- Monumento conmemorativo de la XXVIII Peregrinación Nacional de Hermandades y Cofradías de Vera-Cruz: Monolito a cuatro caras de mampostería, adornado de azulejos sevillanos con emblemas propios para recordar este evento nacional celebrado en los días 24 y 25 de septiembre de 2011, organizado por la Muy Antigua Hermandad de la Vera-Cruz y Caridad.

- Monumento dedicado al costalero: La escultura realizada en 2007 por el artista Germán Pérez Vargas es un busto de bronce donde aparece la imagen de un costalero con su costal característico, en los laterales aparecen dos objetos representativos del mismo, las alpargatas y la faja y delante aparece un "martillo o llamador" para hacerlo extensivo a los capataces. Está situado ante la Ermita del pueblo.

## Medios de comunicación
El pueblo de Brenes se encuentra a unos 22-24 km de Sevilla. Como medios de transporte cuenta con la línea M-216 de autobús (Cantillana-Villaverde del Río-Brenes-San José de la Rinconada-Sevilla.). Además posee servicio ferroviario con las líneas de cercanías C1 (Lora del Río - Utrera/Lebrija) y C3 (Sevilla-Santa Justa - Cazalla-Constantina).

## Edificios Municipales
- Casa Consistorial.
- Centro cívico municipal.
- Centro Social Polivalente.
- Centro de Participación Activa.
- Centro de Participación Ciudadana CLAMA.
- Biblioteca Pública municipal Rafael Alberti.
- Estadio Municipal de Fútbol.
- Centro Cultural Sala Blas Infante.
- Polideportivo y pabellón.
- Piscina pública.
- Casa de la cultura.
- Comisaría de Policía local.
- Caseta municipal en el Real de la Feria.

## Festividades

### Romería en honor a San Sebastián
Se celebra en el recinto ferial el domingo más cercano al 20 de enero.

### Virgen de la Candelaria
En el mes de febrero, el día 2, se realiza una pequeña procesión a la Santísima virgen de la Candelaria, popularmente en Brenes conocida como la Virgen de los niños. La procesión dura aproximadamente 1 hora, pero el pueblo se llena de niños y niñas, para ver a la virgen. Este mismo día por la tarde se suele realizar una "chocolatada" por los vecinos de la barriada de la Candelaria.

### Semana Santa
Procesionan tres hermandades de penitencia: 
1. Miércoles Santo: Hermandad Sacramental de Ntro. Padre Jesús Cautivo y Ntra. Señora de la Esperanza. Ntro. Padre Jesús del Cautivo.

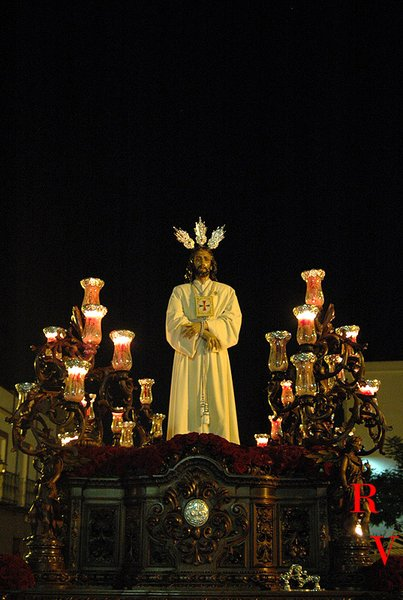
Ntro. Padre Jesús del Cautivo.

2. Jueves Santo: Real, Muy Ilustre y Fervorosa Hermandad del Santísimo Sacramento y Cofradía de Nazarenos de Ntro. Padre Jesús del Gran Poder y María Santísima de la Amargura. Ntro. Padre Jesús del Gran Poder.

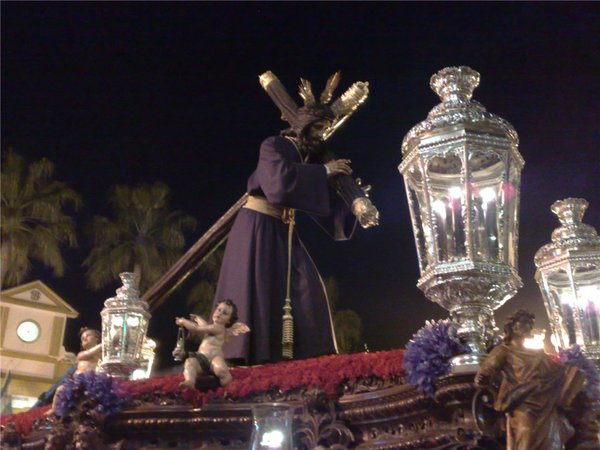
Ntro. Padre Jesús del Gran Poder.

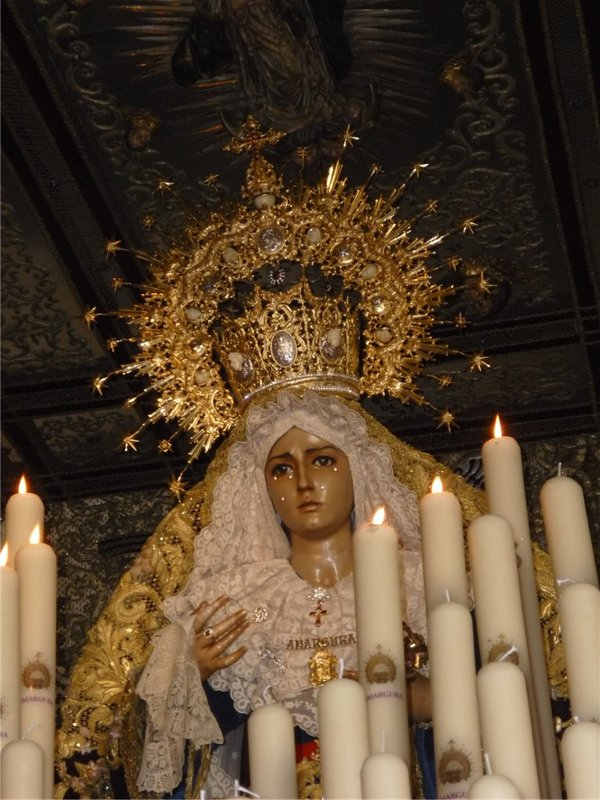
Ntra. Sra. de la Amargura.

1. Viernes Santo: Muy Antigua, Piadosa, Real, Ilustre y Franciscana Hermandad y Cofradía de la Santísima Vera-Cruz y Caridad de Nuestro Señor Jesucristo, Triunfo del Santo Lignum Crucis y María Santísima de los Dolores en su Soledad. Vera-Cruz.

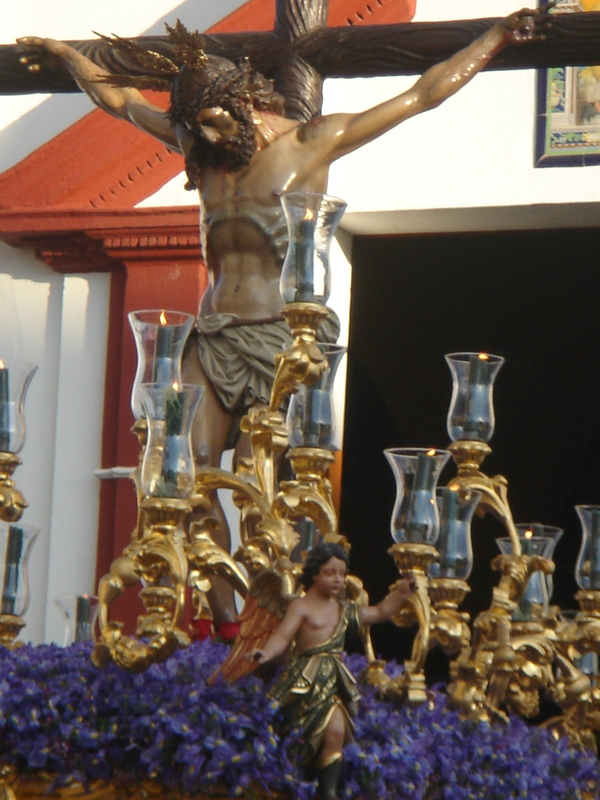
Vera-Cruz.

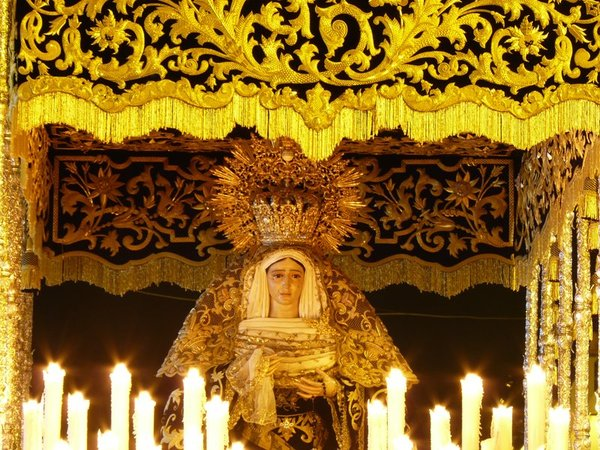
Ntra. Sra. de los Dolores en su Soledad.

La Semana Santa en Brenes es una de las fiestas, que más motiva a la población. Esta celebración es muy arraigada, además de ser la tradición de nuestro pueblo, por la cercanía a Sevilla. La Semana Santa de Brenes es una fiesta que incita a visitar el pueblo.

### Corpus Christi

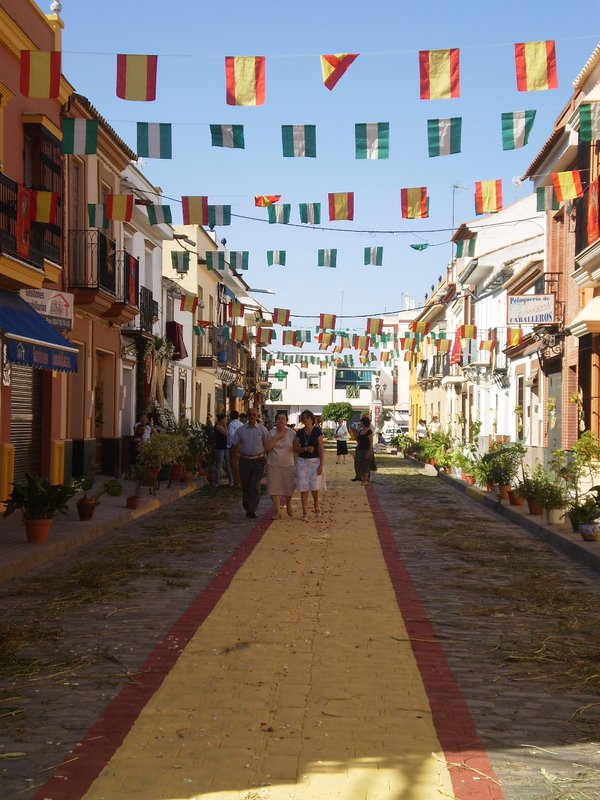
Corpus Christi.

Merece especial atención pues en esta fecha se engalanan las calles con pétalos de flores y los balcones con colgaduras, dejando al pueblo en un estado de gran belleza.

### Cultos y Fiestas de la Santa Cruz
Cultos y fiestas organizadas por la hermandad de Vera-Cruz y Caridad tal como ordenan sus Reglas, cada mes de mayo con Presentación del cartel de las Fiestas, Pregón de las Fiestas, Procesión de Gloria de la Santa Cruz, Día del Niño y Operación Carretilla "Mayo Solidario".

### Romería de San Benito Abad
Peregrinación de la Hdad. filial de San Benito Abad a la ermita situada en Castilblanco de los Arroyos. La romería se celebra el último domingo de agosto.

### Fiestas patronales en honor a Ntra. Sra. del Rosario
Procesión de la imagen de la patrona acompañada de banda de música y festejada con fuegos artificiales. Tiene lugar el primer sábado de octubre. El día anterior a la procesión, las mujeres de pueblo salen a realizar el rezo del Santo Rosario ataviadas con mantillas.

### Feria de Octubre
Con motivo de las fiestas en honor a la patrona también se celebra la Feria. Famosa en la zona, es la última de las que se celebran en la provincia de Sevilla. Comienza el Miércoles siguiente a la procesión de Ntra. Sra. del Rosario y finaliza el domingo (aproximadamente entre los días 7 y 10 de octubre). La feria es otra de las grandes fiestas del pueblo de Brenes, ya que el clima incita mucho

### Carrera popular
En el municipio de Brenes, el día 1 de noviembre, de todos los años, se celebra la carrera popular en la que personas de todas las edades se apuntan para emprender una vuelta corriendo, por las diversas calles del pueblo de Brenes. Finalmente a los tres ganadores de cada categoría, dentro de las edades que recogen cada una de ellas, se les premian con medallas y trofeos.
Además, está considerada como una de las carreras populares más longevas y con más participación del panorama atlético sevillano.

## Hermandades y sus patrimonios

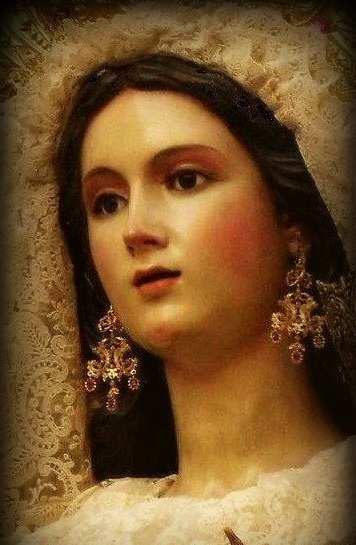
Ntra. Sra. Del Rosario Patrona y Alcaldesa Honoraria de Brenes.

- Hermandad de Ntra. Sra. del Rosario:

La talla de la virgen del Rosario, Patrona y Alcaldesa Honoraria de la villa de Brenes data del año 1970, aunque la hermandad se remonta a la segunda década del siglo XVII. Posee un valiosísimo manto del insigne y más prestigioso bordador de todo el siglo XX, D. Juan Manuel Rodríguez Ojeda, siendo uno de los primeros que salió de sus manos, fechado en el año de 1902. Antiguamente existía una talla, de no más de metro y medio. Dicha talla se perdió en la quema de Iglesias de la revolución. Tras la pérdida de la primera imagen de la advocación mariana de la virgen del Rosario, se trajo una segunda talla, ésta de rostro hierático, que se vendió al poco tiempo de llegar. Finalmente, se trajo la actual talla de la virgen del Rosario, que como ya se ha dicho data de 1970.
La actual talla es obra de D. Rafael Barbero Medina, dicha talla fue restaurada por Don Enrique Gutiérrez Carrasquilla, llegando al pueblo el 27 de abril de 2013. La imagen de Ntra. Sra. del Rosario se encuentra en la Parroquia de la Purísima Concepción. 
- Nuestra Señora de la Candelaria:

Aunque no es una hermandad, cuenta con un grupo de priostes, además tiene sus propios enseres. La primitiva imagen de la Candelaria fue quemada el la plaza del pueblo el 1936. La actual imagen de la candelaria se la encargaron al imaginero Carlos Bravos Nogales, en abril de 1948. La cabeza de la virgen de la Candelaria es un busto que había en los altos de la sacristía que no llegaron a destruirlas Cuenta una leyenda que Don Pedro el cruel se casó con una joven de clase baja delante de la antigua posada de Brenes, delante de la virgen de la Candelaria de este pueblo. 
- San Sebastián:

Imagen que data, tras la última restauración acometida en el año 2000, de finales del siglo XV. Es una talla muy valiosa, ya que es una de las primeras representaciones de la advocación de San Sebastián, en España. Este santo es el patrón de la villa de Brenes. La talla se encuentra en la Ermita de San Sebastián. San Sebastián Brenes-JRC
- Hermandad del Cautivo:

Fue fundada en el año de 1957, año en que llegó la devotísima imagen del señor cautivo, obra del escultor D. Rafael Barbero Medina. La imagen de la Virgen de la Esperanza es obra del escultor D. Ricardo Rivera, del año 2008. Esta hermandad es joven aún, pero cuenta con una gran número de devotos. Los titulares de la hermandad se encuentran en la Ermita de San Sebastián.
- Hermandad del Gran poder:

El Santísimo Sacramento de Ntro. Sr. Jesucristo es el primero de los Titulares, según refleja el propio Título de la Hermandad. Así pues, uno de los principales fines de la Hermandad es el culto y la adoración a lo más grande que puede adorar un cristiano, Jesús Sacramentado. Éste será el centro de nuestras vidas junto con la Eucaristía. La Hermandad, así lo asume, así lo entiende y con gran honor lleva a gala el título de Sacramental. La hermandad está formada por dos tallas, Ntro. Padre Jesús del Gran Poder fue el primer Titular de la Hermandad, pues en torno a él se constituyó la Hermandad. La imagen es obra de D. Carlos Bravo Nogales (1915-1985) y fue entregada a la Hermandad en el otoño de 1940. Sigue el modelo de los Nazarenos de la escuela Sevillana del Barroco. Es una imagen para vestir de talla completa, a tamaño natural. Representa a Jesucristo erguido y solo caminando con la Cruz a cuestas. Fue restaurado por D. Rafael Barbero Medina en 1969 y más recientemente por D. Luís Álvarez Duarte en 2012. La imagen de María Santísima de la Amargura, obra de D. Rafael Barbero Medina (1913-1990), es Titular de la Hermandad desde diciembre de 1955, fecha en la que llegó al pueblo, para dar cumplimiento al deseo de la Hermandad de incorporar una imagen de la Virgen. Es una imagen de candelero para vestir, a tamaño natural. Las tallas se encuentran en la Parroquia de la Purísima Concepción.
En la casa de Hermandad se pueden ver expuestas durante todo el año las distintas posesiones que tiene la Hermandad. Entrando a la izquierda se puede contemplar en la primera vitrina el manto bordado en terciopelo burdeos de salida de la Santísima Virgen de la Amargura, que estrenó en el año 1980 con motivo del 25 aniversario de la Virgen. Siguiendo más adelante se encuentra la segunda vitrina que contiene los varales y el palio de la Virgen con la talla de la imagen de la Inmaculada, tallada en su día por el imaginero Rafael Barbero Medina, imaginero de la talla de la Santísima Virgen de la Amargura. Continuando más adelante se encuentra la tercera vitrina que contiene la plata del paso de la Virgen. En ella encontraremos los respiraderos, candelería, faroles, jarras… A continuación se ve la vitrina que contiene el paso de madera de caoba del Señor. A la derecha está la vitrina que contiene 6 sayas bordadas en oro de gran valor. También se encuentra la espectacular corona de la Virgen y los distintos banderines y bacalaos bordados en oro, la peana de la Virgen, los ángeles del paso del Señor, fajín de generala de la Virgen, distintos fajines bordados en oro…También se encuentra otra vitrina que contiene el juego de bambalinas del paso de palio. Varias túnicas bordadas en oro del Señor, de gran valor, también se ven varios mantos de camarín de la Virgen bordados en oro, y muchas cosas más que no están expuestas al público.
- Hermandad de la Santísima Vera-cruz:

La Hermandad es la más antigua, así como la más numerosa de esta villa de Brenes, siendo fruto de la fusión de las dos primitivas cofradías penitenciales de la localidad, La Ilustre Hermandad y Cofradía de nazarenos de la Santísima Vera-Cruz y Caridad de Nuestro Señor Jesucristo y de la Fervorosa Hermandad y Cofradía de Nazarenos del Santo Entierro, Cristo Resucitado y Ntra. Señora de la Soledad, tomando su antigüedad de la primera, la cual tuvo su inicio como asociación Piadosa en torno a 1470, tras la construcción del Templo Parroquial de Santa María de la Inmaculada Concepción, donde fue erigida canónicamente en 1.490, con la aprobación canónica por el Ilmo. Sr. Cardenal D. Diego Hurtado de Mendoza. La primitiva imagen del Santísimo Cristo de la Vera Cruz databa del año 1.500, según consta en el Archivo de Palacio Arzobispal, siendo una talla de pasta de madera que lucía una larga cabellera de pelo natural recogida por una cinta morada acabada con encajes de oro, una corona y tres potencias de plata y un sudario postizo de lienzo blanco, siendo de autor desconocido, estando situada en la nave del Evangelio, hasta que fue quemada en la plaza en la rebelión del dos de mayo de 1936.La actual imagen del Santísimo Cristo de la Vera Cruz y Caridad fue realizada por el Escultor D. Rafael Barbero Medina, talla de cuerpo entero incluido el sudario en madera de cedro, estofado y policromado, siendo bendecida el 15 de marzo de 1970, a las ocho de la tarde. La Amantísima Titular, la Santísima Virgen de los Dolores en su Soledad aparece en nuestro pueblo a fines del siglo XVI bajo la advocación de Virgen de la Soledad, con características de la escultura tardo-medieval. No tenemos tampoco noticias de donde procedía, ni el autor de su talla. Sufrió las mismas consecuencias que el Cristo en la Plaza, contando solamente con algunos documentos fotográficos. La actual imagen, fue donada en 1939 a la hermandad por Don Alberto Ramírez Fito, que era su propietario, para sustituir a la desaparecida. Es una talla de candelero, anónima, del siglo XVIII que sufrió una restauración por Don Sebastián Santos y posteriormente por Don Rafael Barbero Medina en 1977. La última restauración fue a cargo de Dr. D. Arquillo Torres, Francisco. El 20 de abril de 1943 se adquiere una nueva imagen del Señor Crucificado Yacente. Las tallas se encuentran en la Parroquia de la Purísima Concepción.
En la hermandad de la Vera-Cruz de Brenes podemos encontrar distintas vitrinas de las pertenencias importantes de la hermandad. Al entrar en la primera vitrina de la derecha encontraremos las varas de la junta de la gobierno. A la izquierda de esa vitrina podemos contemplar la trompeta de la vera-cruz, la corona antigua del cristo, algunas joyas, etc. Al frente de la entrada a la derecha esta la vitrina de las joyas de la virgen que contiene collares, coronas de oro y plata, broches, perlas, un trono de la antigua parroquia, etc. A la izquierda de la entrada encontrareis las varas del grupo joven y el grupo infantil de la vera-cruz. A la derecha de dicha vitrina encontraremos 3 zayas de la virgen de los Dolores. En frente de la entrada a la izquierda encontraremos unas de la vitrinas que más llama la atención, donde se puede contemplar el cristo del santo entierro tumbado con una corona de espinas. Más adentro abrimos la puerta de cristal y a la izquierda encontraremos una vitrina con el manto antiguo de la virgen de los dolores, y a la derecha encontraremos todos los diferentes cuadros de la hermandad de la Vera-Cruz de Brenes. Además la hermandad cuenta con el Santo Lignum Crucis, sacra reliquia de un pequeño fragmento de la Cruz de cristo.

## Personas destacadas
- Raúl Fernández Pavón, atleta profesional.
- David Muñoz Rodríguez, piloto de motociclismo.
- Maite Espinosa Pozo, medallista paralímpica.
- Aguas Ocaña, primera dama de Honduras de 2002 a 2006.